# Međunarodna unija za čistu i primijenjenu kemiju
Međunarodna unija za čistu i primijenjenu kemiju (eng.: International Union for Pure and Applied Chemistry - IUPAC) je međunarodna nevladina organizacija koja se bavi napretkom kemije. Osnovana je 1919. te je članica međunarodnog vijeća znanosti, dok su njezine članice nacionalna kemijska društva. Najpoznatija je po razvoju danas općeprihvaćenih standarda za nazivlje kemijskih elemenata i kemijskih spojeva. Unija redovno objavljuje različite publikacije pretežno vezane za nazivlje i standarde.

## Povijest
Ideja o potrebi suradnje među kemičarima svijeta te usvajanja zajedničkih standarda relativno je stara. Prvi takav sastanak održan je na inicijativu i u organizaciji Friedricha Kekuléa 1860. godine. Ovo je bio prvi u nizu sastanaka čija je posljedica bila usvajanje Ženevske nomenklature 1892. koja predstavlja prvi pokušaj organizacije nazivlja organskih spojeva. Konkretnija preteča Unije bila je Međunarodna udruga kemijskih društava koja je na sastanku u Parizu 1911. jasno ukazala na zadatke i ciljeve djelovanja ovakve udruge. Unija je konačno osnovana 1919. godine.
Službeni žurnal je Pure and Applied Chemistry, koji izlazi u Njemačkoj od 1960. godine.

## Struktura Unije
Unija je podijeljena na nekoliko odjela:
- fizikalna i biofizička kemija
- anorganska kemija
- organska i biomolekularna kemija
- polimeri
- analitička kemija
- kemija i okoliš
- kemija i zdravlje ljudi
- kemijsko nazivlje i prikazivanje strukture

U Uniji dobrovoljno radi oko 1200 kemičara dijem svijeta.

## Vanjske poveznice
- Službena internetska stranica
- ACD/Name  Arhivirana inačica izvorne stranice od 18. listopada 2006. (Wayback Machine) Besplatni program za IUPAC-ovu nomenklaturu (besplatna je verzija ograničena složenošću molekule).